# Аделгот фон Велтхайм
Аделгот фон Велтхайм или Адалгод фон Остербург (на немски: Adalgod von Osterburg, Adelgot von Veltheim; Adalgoz, Adalgot, Adelgot; * сл. 1060; † 12 юни 1119, Магдебург) от род Велтхайм, е граф на Велтхайм и от 1107 до 1119 г. архиепископ на Магдебург.

## Биография
Той е син на еделхер Вернер I фон Велтхайм Стария († сл. 1087) и съпругата му Гизела (Елеке) фон Гройч (1007 – 1067), сестра на Випрехт фон Гройч, маркграф на Майсен и на Лужица. Внук е на Аделгот фон Велтхайм (998 – 1058), син на Енгела фон Щойслинген (947 – 1007), дъщеря на граф Валтер фон Щойслинген и майка на епископ Бурхард II фон Халберщат (1059 – 1088). По-малък брат е на Вернер II фон Велтхайм (* ок. 1070; † ок. 1126), който е баща на Вернер III фон Велтхайм (* ок. 1100; † сл. 1169), граф на Остербург, женен 1139 г. за Аделхайд фон Баленщет (* ок. 1100; † 1139), дъщеря на Ото Богатия фон Анхалт, херцог на Саксония, и Айлика Саксонска.
Близък роднина е на Анно II, архиепископ на Кьолн (1056 – 1075), на Бурхард II, епископ на Халберщат (1059 – 1088) и на Вернер, архиепископ на Магдебург (1063 – 1078).
През 1088 г. той е домпропст в Халберщат. Крал Хайнрих V го издига на Петдесетница 1107 г. на архиепископ на Магдебург, против желанието на папа Паскалий II.
Понеже приема през зимата 1114 г. в двореца си Лобург въстаналият си племенник Випрехт III фон Гройч († 1116), попада в немисилост при императора.
Той основава манастирите Николай в Магдебург и 1116 г. Нойверк при Хале. Погребан е в манастир Нойверк.